# Yamaha CX5M Music Computer
Yamaha CX5M Music Computer (CX5M Music Computer) је кућни рачунар, производ фирме Јамаха (Yamaha) који је почео да се израђује у Јапану током 1984. године.
Користио је Zilog Z80 као централни микропроцесор а РАМ меморија рачунара CX5M Music Computer је имала капацитет од 32 kb (до 64 kb). 
Као оперативни систем кориштен је MSX DOS.

## Детаљни подаци
Детаљнији подаци о рачунару CX5M Music Computer су дати у табели испод.
|                       |                                                            |
| [ 1 ]                 |                                                            |
| Произвођач            | Јамаха                                                     |
| Тип                   | кућни рачунар                                              |
| Меморија              | 32 (до 64 )                                                |
| Поријекло             | Јапан                                                      |
| Година                | 1984                                                       |
| Тастатура             | QWERTY механичка тастатура, 73 тастера                     |
| Процесор              |                                                            |
| Фреквенција процесора | 3,58                                                       |
| RAM                   | 32 (до 64 )                                                |
| ROM                   | 32 BASIC/BIOS (MSX BASIC V1.0)                             |
| Текст                 | Mode 0: 40 x 24                                            |
| Графика               | Mode 2: 256 x 192 са 16 боја (Hires мод)                   |
| Боја                  | 16                                                         |
| Звук                  | General Instruments AY-3-8910 Programmable Sound Generator |
| Димензије             | 44 (ширина) x 30,5 (дубина) x 8,5 (висина)                 |
| Портови               |                                                            |
| Оперативни систем     |                                                            |